# Qin Kai
Qin Kai (Xi'an (Shaanxi), 31 januari 1986) is een Chinese schoonspringer. Hij vertegenwoordigde zijn vaderland op de Olympische Zomerspelen 2008 in Peking, China.

## Carrière
Bij zijn internationale debuut, op de WK schoonspringen 2007 in Melbourne, Australië, veroverde Qin de wereldtitel op de driemeterplank. Samen met Wang Feng sleepte hij de wereldtitel in de wacht bij het synchroonspringen vanaf de driemeterplank. Tijdens de Olympische Zomerspelen van 2008 in Peking, China legde de Chinees beslag op de bronzen medaille op de driemeterplank, bij het synchroonspringen vanaf de driemeterplank veroverde hij samen met Wang Feng de gouden medaille. In Rome, Italië nam Qin deel aan de WK schoonspringen 2009, op dit toernooi sleepte hij de wereldtitel in de wacht op de eenmeterplank. Samen met Wang Feng verdedigde hij met succes de wereldtitel bij het synchroonspringen vanaf de driemeterplank.

## Internationale toernooien
| Jaar | Olympische Spelen                                              | WK schoonspringen                                               |
| ---- | -------------------------------------------------------------- | --------------------------------------------------------------- |
| 2007 |                                                                | driemeterplank · driemeterplank synchro · Samen met Wang Feng   |
| 2008 | driemeterplank · driemeterplank synchro · Samen met Wang Feng  |                                                                 |
| 2009 |                                                                | eenmeterplank · driemeterplank synchro · Samen met Wang Feng    |
| 2011 |                                                                | driemeterplank synchro · Samen met Luo Yutong                   |
| 2012 | driemeterplank · dreimeterplank synchro · Samen met Luo Yutong |                                                                 |
| 2013 |                                                                | 5e driemeterplank · driemeterplank synchro · Samen met He Chong |
| 2015 |                                                                | driemeterplank synchro · Samen met Cao Yuan                     |
| 2016 | driemeterplank synchro · Samen met Cao Yuan                    |                                                                 |